# Waldemar Nowakowski (polityk)
Waldemar Nowakowski (ur. 13 stycznia 1950 w Przemysławiu) – polski przedsiębiorca i polityk, inżynier elektryk, poseł na Sejm V kadencji, prezes Polskiej Izby Handlu.

## Życiorys

### Wykształcenie i praca zawodowa
W 1975 ukończył studia na Wydziale Elektrotechniki Przemysłowej Politechniki Gdańskiej. W latach 1975–1979 kierował MPK we Włocławku. Od 1980 do 1989 pracował jako oficer elektryk w Polskich Liniach Oceanicznych.
Od 1989 jest prywatnym przedsiębiorcą. Prowadzi firmę Nomax, był też prezesem i współwłaścicielem firm Mercury i Promedia Art. W 1994 zakładał jedną z największych polskich sieci handlowych – Lewiatan (do 2005 był jej prezesem). W latach 2001–2003 pełnił funkcję prezesa firmy Mercury Sp.z o.o. W 1997 objął stanowisko prezydenta rady Polskiej Izby Handlu. W czerwcu 2009 został prezesem tej organizacji, którą kierował do 2023. W 2010 wszedł w skład rady nadzorczej Telewizji Kujawy. Został także przewodniczącym Komitetu ds. Handlu przy Krajowej Izbie Gospodarczej.

### Działalność publiczna
Był członkiem Związku Harcerstwa Polskiego i Zrzeszenia Studentów Polskich. W 1968 wstąpił do PZPR. W latach 80. należał do NSZZ „Solidarność”. W latach 2004–2007 był członkiem Samoobrony RP. W 2004 bez powodzenia kandydował do Parlamentu Europejskiego (otrzymał 12 901 głosów), a w 2005 został wybrany z okręgu toruńskiego liczbą 4170 głosów posłem na Sejm. Był członkiem komitetu wyborczego Andrzeja Leppera jako kandydata w wyborach prezydenckich w tym samym roku.
W Sejmie pełnił funkcję wiceprzewodniczącego Komisji Samorządu Terytorialnego i Polityki Regionalnej. Zasiadał też w Komisji do Spraw Unii Europejskiej. Przewodniczył Podkomisji nadzwyczajnej do rozpatrzenia obywatelskiego projektu ustawy o restrukturyzacji i prywatyzacji Zespołu Elektrociepłowni w Łodzi S.A. Od maja 2006 był również wiceprzewodniczącym komisji śledczej ds. banków i nadzoru bankowego.
W lipcu 2007 odszedł z partii i klubu parlamentarnego, a w sierpniu tego samego roku przeszedł do Polskiego Stronnictwa Ludowego. Nie kandydował w wyborach parlamentarnych w 2007. W 2008 współtworzył Włocławskie Forum Rozwoju, w którym objął funkcję przewodniczącego.